# Спартак (Амурская область)
Спартак — упразднённый железнодорожный блок-пост в Октябрьском районе Амурской области, Россия. Исключен из учётных данных в 1978 г

## География
Железнодорожный блок-пост располагался у одноимённого железнодорожного остановочного пункта на линии Белогорск — Завитая Забайкальской железной дороги, в 0,5 км к западу села Смирновка.

## История
Железнодорожный блок-пост основан в 1936 г.
Решением Амурского исполкома от 17 мая 1978 года № 222, железнодорожный блок-пост Спартак исключен из учётных данных как несуществующее.